# Gustave Pradelle
Pierre Paul Gustave Pradelle (* 22. Januar 1839 in Bretenoux, Département Lot; † 1891) war ein französischer Lyriker und Dramatiker.
Pradelle war ein Sohn des Gerichtsschreibers von Bretenoux.
Bereits während seiner Schulzeit begann Pradelle mit ersten literarischen Versuchen. Dabei signiert er seine Werke teilweise mit eigenem Namen, teilweise aber auch mit dem Pseudonym „Gustave Ringal“. Über die Bekanntschaft mit Théophile Gautier kommt Pradelle auch mit anderen Parnassiens zusammen.
Als Pradelle vom Verleger Alphonse Lemerre aufgefordert wird, an der später berühmt gewordenen Anthologie Le Parnasse contemporain mitzuarbeiten, tut er dies unter seinem eigenen Namen wie auch unter seinem Decknamen. Daher kam es in der Vergangenheit gelegentlich zu Problemen bei der Zuordnung der Werke zu einem Autor.
Pradelle nahm am Deutsch-Französischen Krieg teil und verdiente seinen Lebensunterhalt nach Kriegsende mit gelegentlichen journalistischen Arbeiten. Als am 27. April 1872 die Zeitschrift „Le renaissance littéraire et artistique“ zum ersten Mal erschien, gehörte Pradelle zu den Autoren und das blieb er, bis diese Zeitschrift mit der Ausgabe vom 3. Mai 1874 ihr Erscheinen einstellte.

## Werke (Auswahl)
als Autor
- Christophe Colombe. Drame en 7 actes et 17 tableaux. Walder, Paris 1867.
- Le vidane. Comédie en un acte. 1873.

als Mitarbeiter
- François Brunet (Hrsg.): Le tombeau de Théophile Gautier. Champion, Paris 2001, ISBN 2-7453-0454-2 (Nachdr. d. Ausg. Paris 1873)
- Le renaissance littéraire et artistique. Slatkine, Genf 1973 (Nachdr. d. Ausg. Paris 1872/74)